# Nieto Sobejano Arquitectos
Nieto Sobejano Arquitectos ist ein spanisch-deutsches Architekturbüro, das 1984 von Fuensanta Nieto und Enrique Sobejano gegründet wurde.

## Partner
Enrique Sobejano ist seit Ende seines Studiums an der Polytechnische Universität Madrid und der Columbia University in New York 1983 als Architekt tätig. Er ist Professor an der Universität der Künste Berlin, wo er den Lehrstuhl für Experimentelles Gestalten und Grundlagen des Entwerfens innehat. Sobejano ist Gastkritiker und hält Vorträge an zahlreichen Universitäten weltweit. Von 1986 bis 1991 war er Mitherausgeber der Architekturzeitschrift Arquitectura des Colegio Oficial de Arquitectos de Madrid. Enrique Sobejano nimmt an zahlreichen internationalen Konferenzen teil und ist regelmäßig Jurymitglied in Wettbewerben. Er ist Gründungspartner von Nieto Sobejano Arquitectos.
Fuensanta Nieto studierte bis 1983 Architektur an der Universidad Politécnica de Madrid und an der Columbia University in New York City. 1984 gründete sie zusammen mit Enrique Sobejano das Architekturbüro Nieto Sobejano Arquitectos in Madrid und Berlin. Von 1986 bis 1991 leitete sie zusammen mit Enrique Sobejano als Direktorin die spanischen Architekturzeitschrift Arquitectura. Sie lehrte als Gastprofessorin an der Peter Behrens School of Arts (2009/10) und aktuell als Professorin an der Universidad Europea de Madrid. Sie wurde 2012 in den BDA berufen.

## Büro
Nieto Sobejano Arquitectos wurde 1985 von Fuensanta Nieto und Enrique Sobejano gegründet und hat seinen Sitz in Madrid und Berlin. Die Arbeiten des Büros erschienen in zahlreichen internationalen Fachzeitschriften und Büchern und wurden 2000, 2002, 2006 und 2012 auf der Biennale di Venezia sowie 2006 im Museum of Modern Art (MoMA) in New York, 2008 im Kunsthaus Graz, 2013 in der Architekturgalerie München und 2014 in der MAST Foundation in Bologna ausgestellt. 2007 erhielt das Büro den nationalen Preis für Restaurierung des spanischen Kulturministeriums, 2010 den Nike des Bund Deutscher Architektinnen und Architekten (BDA) und den Aga Khan Award for Architecture, 2011 den Prix de Rome, 2012 die Auszeichnung Europäisches Museum des Jahres und den Hannes-Meyer-Preis und 2015 die AIA Ehrenmitgliedschaft sowie die Alvar-Aalto-Medaille.
Zu den Hauptwerken des Duos zählen das Madinat al-Zahra Museum in Córdoba, das Kunstmuseum Moritzburg in Halle/Saale, das Museum San Telmo in San Sebastián, das Kongresscenter in Zaragoza, die Erweiterung des Joanneum in Graz und das Zentrum für zeitgenössische Kunst in Córdoba. Nieto Sobejano Arquitectos arbeitet derzeit an einer Vielzahl von Projekten weltweit. In den letzten Jahren sind zwei Monografien zur Arbeit des Büros erschienen: Nieto Sobejano. Memory and Invention (Hatje Cantz Verlag, Ostfildern 2013) und Fuensanta Nieto, Enrique Sobejano. Architetture (Mondadori Electa Spa, Milano 2014).

## Projekte (Auswahl)

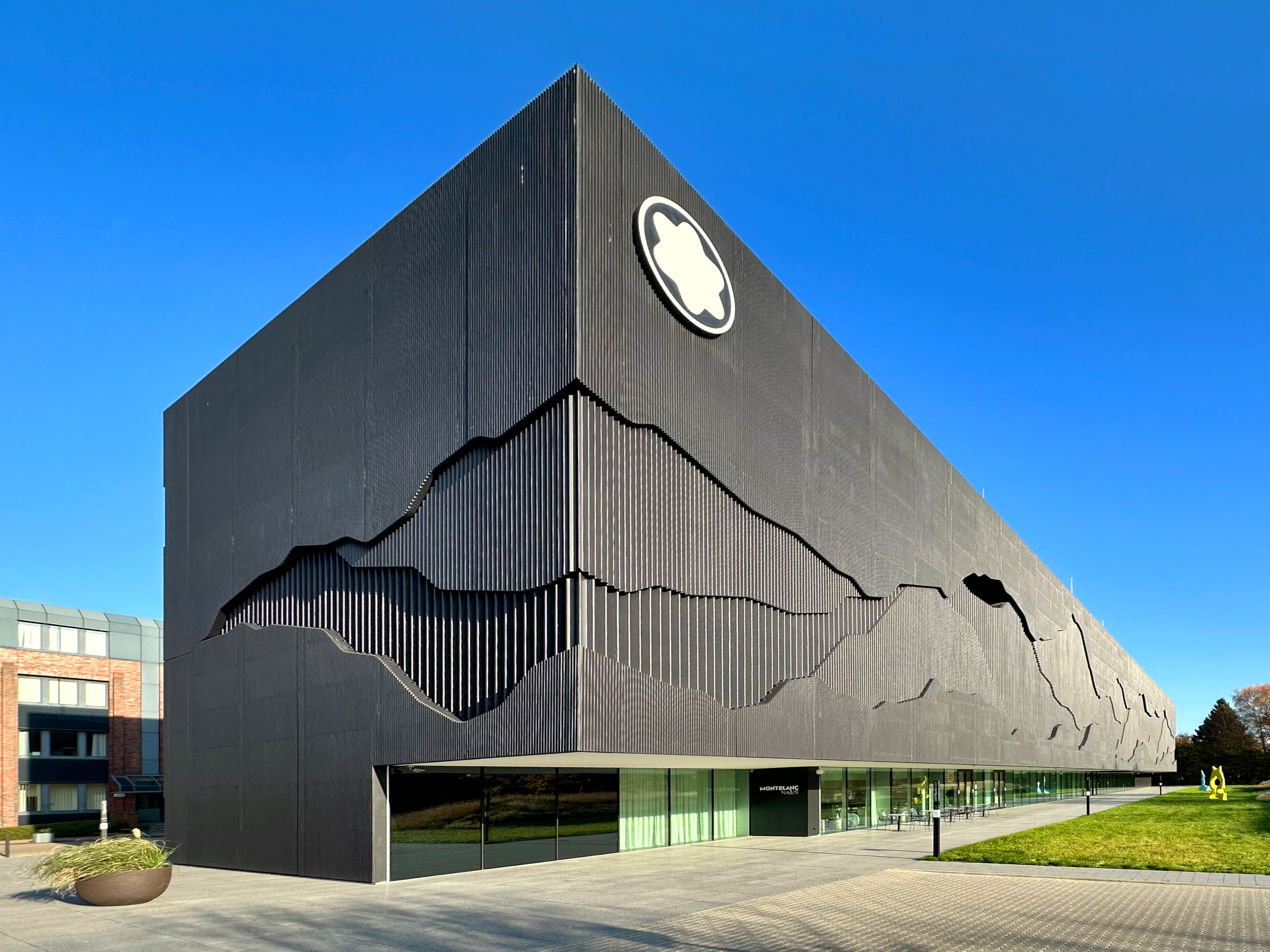
Montblanc-Haus (Hamburg 2022)

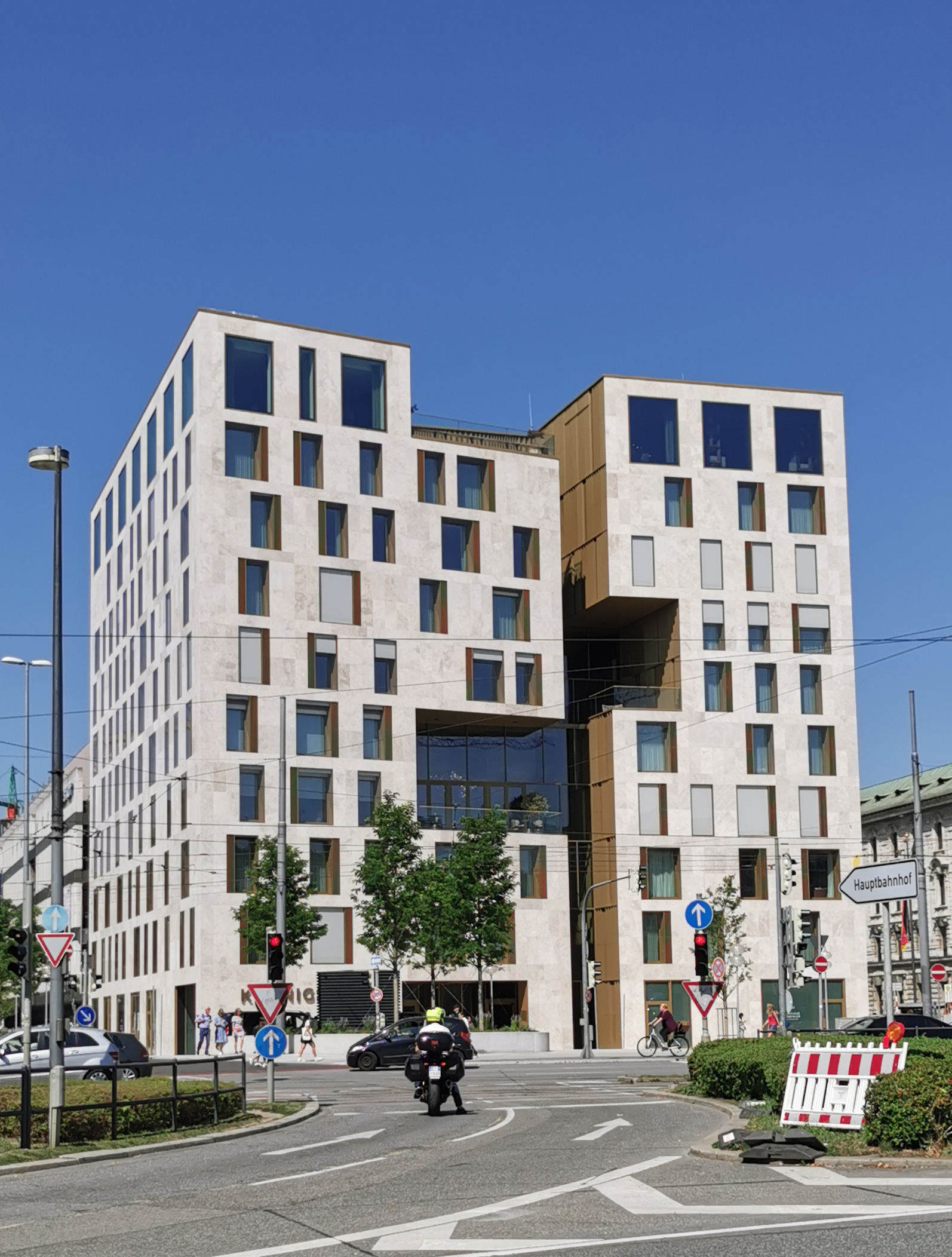
Hotel Königshof, München, Karlsplatz 25 (2024)

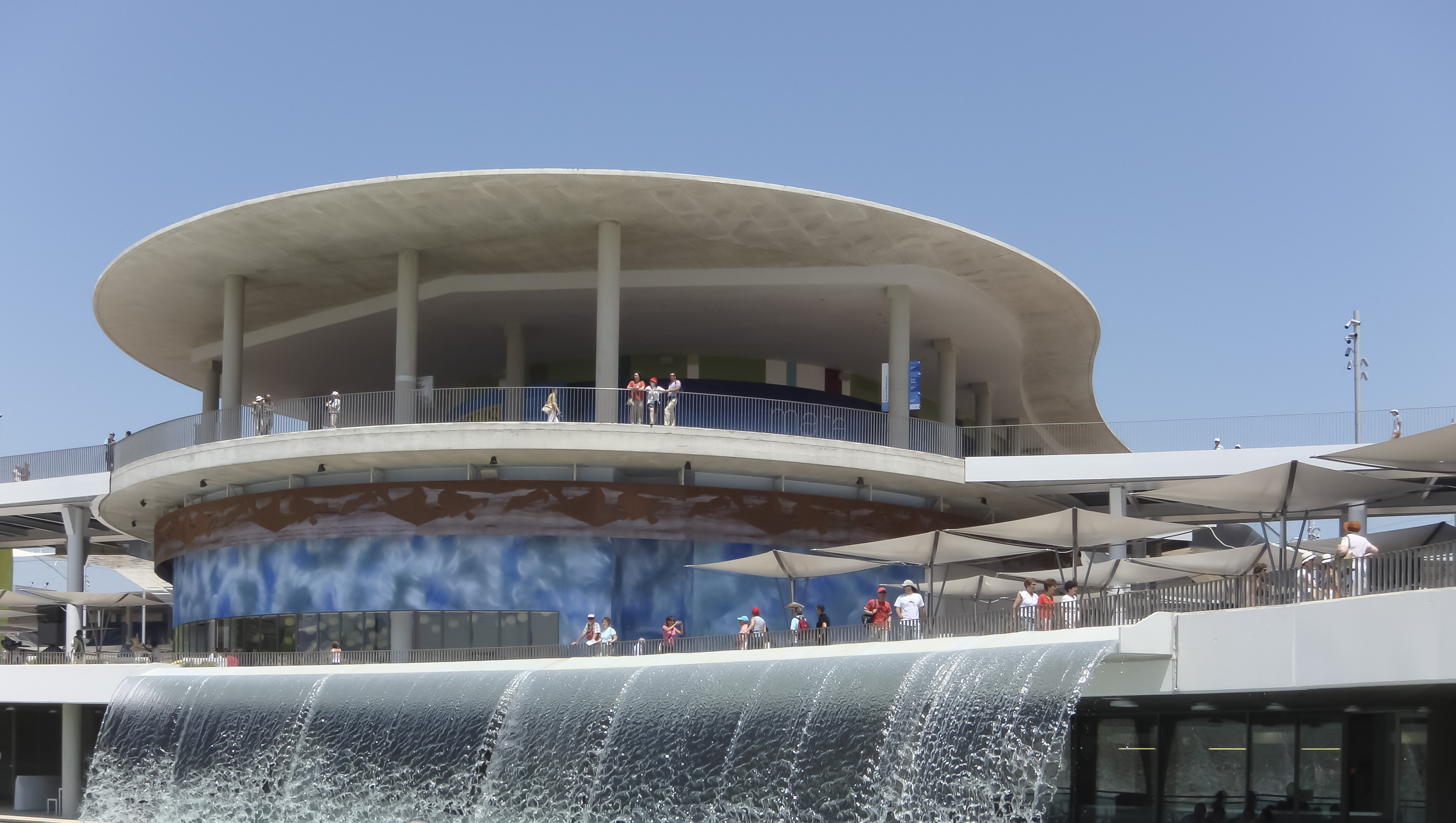
Expo-Zaragoza-España (2008)

Nieto Sobejano Arquitectos betreiben Projekte in Deutschland, Spanien, Österreich, Großbritannien und China.
- Erweiterung und Umgestaltung Schloss Kapfenburg, Lauchheim, Deutschland, 2020–2025, Vergabeverfahren 2020
- Neubau und Umbau TOR2-Clouth Quartier Köln-Nippes, Deutschland, 2020–2024, Wettbewerb 1. Preis 2020
- Umbau und Erweiterung Carmen-Thyssen-Museum, Sant Feliu de Guíxols, Spanien, 2020–2024, Vergabeverfahren 2020
- Umbau und Erweiterung Ateliers Berthier im Cité du Théâtre Komplex, Paris, Frankreich, 2019–2025, Wettbewerb 1. Preis 2019
- Umbau Blockhaus (Dresden) zum Archiv der Avantgarden, Dresden, Deutschland, 2018–2022, Wettbewerb 1. Preis 2018
- Errichtung eines Büro- und Geschäftsensembles im Werksviertel Optimol Ölwerke, München, Deutschland, 2018–2022, Beauftragung nach geladenem Realisierungswettbewerb 2018
- Neubau Fakultät für Geistes- und Informationswissenschaften CEU, Madrid, Spanien, 2018–2022, Wettbewerb 1. Preis 2017
- Neubau Sport- und Kulturzentrum Reignier-Ésery, Frankreich, 2018–2022, Wettbewerb 1. Preis 2016
- Neubau Railway Management Center, Guangzhou, China, 2018–2021, Wettbewerb 1. Preis 2018
- Neubau Museum und Besucherzentrum Montblanc-Haus, Hamburg, Deutschland, 2016–2021, Wettbewerb 1. Preis 2016
- Erweiterung Sorolla Museum, Madrid, Spanien, 2016–2021, Wettbewerb 1. Preis 2016
- Neubau Wissenschafts- und Technikmuseum, Guangzhou, China, 2015–2018, Wettbewerb 1. Preis 2015
- Denkmalgerechte Instandsetzung und Modernisierung der Beethovenhalle, Bonn, Deutschland, 2014–2024, VOF Verfahren 2014
- Generalsanierung und Erweiterung Archäologische Staatssammlung, München, Deutschland, 2014–2021, Wettbewerb 1. Preis 2014
- Neubau Arvo Pärt Zentrum, Laulasmaa, Estland, 2014–2018, Wettbewerb 1. Preis 2014
- Neubau Hotel Königshof, München, Deutschland, 2020–2022,[1][2] Wettbewerb 1. Preis 2013
- Neubau Amtsgericht, Haßfurt, Deutschland, 2013–2018, Wettbewerb 1. Preis 2013
- Neubau Krankenhausfassade Royal Infirmary, Bristol, Großbritannien, 2013–2016, Wettbewerb 1. Preis 2013
- Neubau Bogenhausener Tor, München, Deutschland, 2013–2019, Wettbewerb 1. Preis 2009
- Neubau Barceló Zentrum, Madrid, Spanien, 2008–2014, Wettbewerb 1. Preis 2007
- Neubau Interaktives historisches Museum Lugo, Spanien, 2007–2011, Wettbewerb 1. Preis 2007
- Erweiterung, Umbau und Sanierung Universalmuseum Joanneum, Graz, Österreich, 2007–2012, Wettbewerb 1. Preis 2006 (zusammen mit eep architekten)
- Neubau Zentrum für zeitgenössische Kunst C4, Córdoba, Spanien, 2006–2013, Wettbewerb 1. Preis 2005
- Umbau und Erweiterung Museum San Telmo, San Sebastián, Spanien, 2006–2011, Wettbewerb 1. Preis 2005
- Dach-Erweiterung Kastner & Öhler, Graz, Österreich, 2007–2011, Wettbewerb 1. Preis 2005
- Neubau Auditorium und Kongresszentrum Expo 2008, Saragossa, Spanien, 2005–2008, Wettbewerb 1. Preis 2005
- Restaurierung und Erweiterung Kunstmuseum Stiftung Moritzburg, Halle, Deutschland, 2005–2008, Wettbewerb 1. Preis 2004
- Sanierung Museum der Kanaren, Las Palmas de Gran Canaria, Spanien, 2004–2014, Wettbewerb 1. Preis 2003
- Neubau Sportzentrum Montecarmelo, Madrid, Spanien, 2003–2009, Wettbewerb 1. Preis 2003
- Umbau Kultur- und Verwaltungszentrum Embarcadero, Cáceres, Spanien, 2003–2008, Wettbewerb 1. Preis 2003
- Neubau Archäologisches Museum und Forschungszentrum Madinat al-Zahra, Córdoba, Spanien, 2002–2009, Wettbewerb 1. Preis 2000
- Restaurierung und Erweiterung Nationalmuseum für Bildhauerei Museo Nacional de Escultura, Valladolid, Spanien, 2001–2009, Wettbewerb 1. Preis 2000
- Neubau Auditorium und Kongresszentrum Mérida, Spanien, 1999–2004, Wettbewerb 1. Preis 1999
- Sanierung, Restaurierung und Erweiterung Museum Castillo de la Luz, Gran Canaria, Spanien, 1999–2013, Wettbewerb 1. Preis 1998

Das Projekt Beethoven-Halle in Bonn wurde im März 2024 vor seiner Fertigstellung durch einen Aufhebungsvertrag vorzeitig beendet.

## Auszeichnungen
- THE PLAN Award 2020, Honorable Mention, Arvo Pärt Zentrum
- Jährlicher Architekturpreis Kulturstiftung Estland 2019, Arvo Pärt Zentrum
- Mies van der Rohe Award 2019, Shortlist, Arvo Pärt Zentrum
- Construction Project Award 2018, Verband estnischer Architekten und Ingenieure, Arvo Pärt Zentrum
- Goldmedaille für Verdienste in den schönen Künsten 2017, Spanien
- Auszeichnung bestes Kulturprojekt 2017, Spanische Architektengesellschaft China, Wissenschaftsmuseum Guangzhou
- WAN-Fassadenpreis 2016, Shortlist, Royal Infirmary Bristol
- best architects 16, Zentrum für zeitgenössische Kunst Córdoba
- FICARQ Internationales Festival für Kino und Architektur Asturien 2015, Spanien
- Iconic Awards 2015, Zentrum für zeitgenössische Kunst Córdoba
- Ehrenmitgliedschaft American Institute of Architects 2015, USA
- Mies van der Rohe Award 2015, Shortlist, Zentrum für zeitgenössische Kunst Córdoba
- Alvar-Aalto-Medaille 2015, Finnland
- Wan Awards 2014, Shortlist, Zentrum für zeitgenössische Kunst Córdoba
- AIT Award 2014, Zentrum für zeitgenössische Kunst Córdoba
- Mies van der Rohe Award 2013, Shortlist und Nominierung, Museum Lugo / Museum San Telmo / Museum und Landesbibliothek Joanneum
- Architizer A+ Award 2013, Finalist, Museum San Telmo
- Hannes-Meyer-Preis 2012, Kunstmuseum Stiftung Moritzburg
- Preis der VIII Iberoamerikanischen Architektur-Biennale 2012, Museum San Telmo
- Europäisches Museum des Jahres 2012, Museum Madinat al-Zahra
- AIT Award 2012, Museum San Telmo / Museum und Landesbibliothek Joanneum
- AD (Architectural Digest) Preis 2012, Architekten des Jahres
- Spanische Architektur 2011, Finalist, Museum Madinat al-Zahra
- Piranesi Prix de Rome 2011, Museum Madinat al-Zahra
- Finalist der XI Spanischen Architektur-Biennale 2011, Temporärer Markt Madrid
- WAN 21 for 21 Awards 2011, Royal Infirmary Bristol
- Mies van der Rohe Award 2011, Shortlist, Museum Madinat al-Zahra
- Aga Khan Award for Architecture 2010, Museum Madinat al-Zahra
- Architekturpreis des Landes Sachsen-Anhalt 2010, Kunstmuseum Stiftung Moritzburg (Halle (Saale))
- Ecola Preis 2010, Kunstmuseum Stiftung Moritzburg (Halle (Saale))
- Via Arquitectura’s Preis für excellente Architektur 2010, Spanien
- Preis des Deutschen Stahlbaues, Auszeichnung, 2010, Kunstmuseum Stiftung Moritzburg (Halle (Saale))
- Nike (Architekturpreis) BDA 2010, Kunstmuseum Stiftung Moritzburg (Halle (Saale))
- Mies van der Rohe Award 2009, Shortlist, Expo-Center Saragossa
- Der internationale Architekturpreis - Chicago Athenaeum, 2009, Moritzburg / Madinat al-Zahra / Saragossa
- Die 26 besten Bauten in/aus Deutschland 2009, Finalist, Kunstmuseum Stiftung Moritzburg (Halle (Saale))
- Intervention architektonisches Erbe Spaniens 2009, Finalist, Museum Madinat al-Zahra
- Finalistenpreis FAD 2009, Museum Madinat al-Zahra
- Nationaler Preis für Restaurierung von Kulturerbe 2007, Museum Valladolid
- Finalistenpreis FAD 2007, Museum Valladolid
- Finalistenpreis FAD 2005, Auditorium Mérida
- Finalist der IV Iberoamerikanischen Architektur-Biennale 2004, SE-30 Wohnungsbau
- Finalist der VII Spanischen Architektur-Biennale 2003, SE-30 Wohnungsbau

## Ausstellungen (Auswahl)
- With Love From Spain, Gruppenausstellung, Utzon Center, Aalborg, Dänemark, 2021
- Urbainable/Stadthaltig, Gruppenausstellung, Akademie der Künste, Berlin, Deutschland, 2020
- TABULA – das Arvo Pärt Zentrum in Estland, Einzelausstellung, AEDES Galerie, Berlin, Deutschland, 2017
- Childhood Recollections: Memory in Design, Gruppenausstellung, Roca Barcelona Galerie, Barcelona, Spanien, 2016
- Sommerausstellung, Gruppenausstellung, Royal Academy of Arts, London, England, 2016
- Alvar Aalto Medaillengewinner 2015, Einzelausstellung, Alvar Aalto Museum, Helsinki, Finnland, 2015
- Nieto Sobejano Arquitectos, Einzelausstellung, MAST Foundation: Galleria dell’architettura, Bologna, Italien, 2014
- Nieto Sobejano: Memory and Invention, Einzelausstellung, Architekturgalerie München e. V., München, Deutschland, 2013
- Nieto Sobejano: arquitectura concreta, Einzelausstellung, Architekturforum Aedes, Berlin, Deutschland und Kunsthaus Graz, Österreich, 2008
- On Site: Neue Architektur in Spanien, Gruppenausstellung, MoMA, New York City, USA, 2006